# Берклијум
Берклијум (Bk, лат. berkelium) вештачки хемијски је елемент из групе актиноида и атомским бројем 97. У периодном систему налази се у групи актиноида (7. периода, f-блок) те се према томе убраја у трансуранијске елементе. Име је добио по граду Берклију у Калифорнији, који је био средиште калифорнијског универзитета и једног од највећих средишта за испитивање језгра атома на свету. Беркелијум је радиоактивни метал, сребрнасто-белог изгледа. Први пут је добијен у децембру 1949. бомбардовањем елемента америцијума α-честицама (јонима хелијума). Он настаје у врло малим количинама у нуклеарним реакторима. Примену је нашао искључиво у лабораторијама за синтетисање тежих трансуранијских и трансактиноидних елемената.

## Историја
Као што су елементи америцијум (атомски број 95) и киријум (96) откривени готово један иза другог током 1944. и 1945. године, на сличан начин су 1949. и 1950. уследила су открића елемената берклијума (97) и калифорнијума (98). Научници Глен Т. Сиборг, Алберт Гиорсо и Стенли Џ. Томпсон добили су прва језгра новог елемента 19. децембра 1949. у 60-инчном циклотрону на Универзитету Калифорније у Берклију. Био је то пети откривени трансуранијски елемент. Његово откриће објављено је заједно са открићем елемента калифорнијума.
Одабир имена за нови елемент следио је заједничко порекло два новооткривена елемента. Беркелијум је назван по месту његовог открића, граду Берклију у Калифорнији. Тиме је на још један начин слеђен тренд као и код многих других актиноида и лантаноида: тербијум који у периодном систему стоји тачно изнад берклијума добио је име по шведском селу Итербију где је први пут откривен: Сугерисано је да се елементу 97 додели име берклијум (симбол Bk) по граду Берклију на сличан начин који се користио за давање имена његовом хемијском хомологу итербијуму (атомски број 65) чије име је изведено од имена града Итерби у Шведској, где је тај ретки земни минерал први пут откривен. За елемент 98 одабрано је име калифорнијум у част Универзитета и савезне државе Калифорније.
Као најтежи корак у припремању синтезе елемента показао се развој одговарајућих хемијских метода сепарације као и добијање довољних количина америцијума који је служио као материјал за мету. Припрема узорка уследила је након наношења раствора америцијум нитрата (са изотопом 241Am) на фолију од платине, затим се раствор испаравао а остатак се жарио до настанка оксида (AmO2). Затим је тај узорак унет у 60-инчни циклотрон те је бомбардован јако убрзаним алфа честицама са енергијом од 35 MeV током шест сати. При томе је у такозваној (α,2n) реакцији настао 243Bk и два слободна неутрона:
{\displaystyle \mathrm {^{241}_{\ 95}Am\ +\ _{2}^{4}He\ \longrightarrow \ _{\ 97}^{243}Bk\ +\ 2\ _{0}^{1}n} }
Након бомбардовања у циклотрону, слој узорка се растварао помоћу азотне киселине и загревао, да би се напокон исталожио са концентрованим воденим раствором амонијака у виду хидроксида и касније центрифугирао. Талог се затим поновно растварао у азотној киселини.
Године 1958. Барис Б. Канингам и Стенли Џ. Томпсон су први пут добили мерљиве количине овог елемента након дугогодишњег излагања неутронима изотопа 239Pu у тестном реактору Националне лабораторије у америчкој савезној држави Ајдахо.

## Особине
Пошто је још увек немогуће добити довољне количине елементарног беркелијума да би се испитале његове особине, превиђа се да би могао имати сребрнасти метални сјај, лако се оксидирати на ваздуху при повишеној температури, те да би се могао растварати у разблаженим минералним киселинама.

### Физичке
Беркелијум је вештачки радиоактивни метал, сребрнасто-белог изгледа, који се топи при температури од 986 °.
При стандардним условима температуре и притиска кристализује се као α модификација у хексагоналном кристалном систему у просторној групи  са параметром решетке a = 341,6 ± 0,3 pm и c = 1106,9 ± 0,7 pm као и четири формулске јединице по елементарној ћелији, металног радијуса од 170 nm и густине 14,78 g/cm3. Кристална структура састоји се из двоструког хексагонално најгушћег кугластог паковања са редоследом слојева ABAC те је према томе изотип према структури .
При вишим температурама α-Bk модификација прелази у β-Bk. Алотропска модификација β-Bk се кристализује у кубном кристалном систему у просторној групи  са параметром решетке a = 499,7 ± 0,4 pm, металног радијуса од 177 nm и густине 13,25 g/cm3. Кристална структура састоји се из кубне најгушће кугласте паковане структуре са редоследом ABC, што одговара кубној равански-центрираној решеци.
Енталпија раствора металног берклијума у хлороводоничној киселини при стандардним условима износи −600,2 ± 5,1 kJ·mol−1. Поред ових вредности научницима је успело по први пут да израчунају стандардну енталпију настајања јона  од  као и стандардне потенцијале .
У распону од 70 K до собне температуре, беркелијум се понаша као Кири–Wајсов парамагнет са ефективним магнетним моментом од 9,69 Борових магнетона и Киријеве температуре од 101 K. Pri hlađenju na oko 34 K, беркелијум доживљава прелаз у антиферомагнетско стање. Тај магнетни момент готово у потпуности одговара теоретској вредности од 9,72 .

### Хемијске
Као и сви други актиноиди, и беркелијум је веома реактиван елемент. Међутим, не реагује брзо са кисеоником при собној температури, због чега би можда могао настати заштитни слој оксида на површини (пасивизација). Ипак, он реагује са растопљеним металима, водоником, халогеним, халкогеним и пниктогеним елементима, дајући разна бинарна једињења.
У воденим растворима, тровалентно оксидационо стање елемента је најпостојаније, мада су запажени и четворовалентна и двовалентна једињења. Водени раствори са јонима 3+ су жуто-зелене боје, док су са Bk4+ јонима су у растворима хлороводоника беж боје, а растворима сумпорне киселине наранџасто-жути. Сличне особине уочене су и код његовог аналога међу лантаноидима, тербијума.
Јони Bk3+ показују два врло оштра флуоресцентна врха при 652 nm (црвено светло) и 742 nm (тамно црвено, близу инфрацрвеног спектра), путем интерног прелаза у f електронској љусци.

### Изотопи
Постоје само радионуклиди беркелијума, а нити један стабилан изотоп. До данас је познато дванаест изотопа и пет нуклеарних изомера елемента. Најдуже „живући” изотоп је 247Bk са временом полураспада 1380 година, следи 248Bk са девет година и 249Bk са 330 дана. Времена полураспада осталих изотопа дужине су између неколико милисекунди до неколико сати или дана.
Ако се на пример узме распад најдуговечнијег изотопа 247Bk, запажа се да путем α-распада најпре настаје дуговечни 243 који се опет даљим алфа распадом претвара у 239Np. Даљи ток распада се одвија преко 239 до 235U, што представља почетак уранијум-актинумовог низа распада (4 n + 3).
{\displaystyle \mathrm {^{247}_{\ 97}Bk\ {\xrightarrow[{1380\ a}]{\alpha }}\ _{\ 95}^{243}Am\ {\xrightarrow[{7370\ a}]{\alpha }}\ _{\ 93}^{239}Np\ {\xrightarrow[{2,355\ d}]{\beta ^{-}}}\ _{\ 94}^{239}Pu\ {\xrightarrow[{24110\ a}]{\alpha }}\ _{\ 92}^{235}U} }
Наведена времена су времена полураспада.